# 波尼亚诺
波尼亚诺（義大利語：Pognano），是意大利贝加莫省的一个市镇。总面积3.23平方公里，人口1552人，人口密度480.5人/平方公里（2009年）。国家统计（ISTAT）代码为016167。